# Zyras kilifensis
Zyras kilifensis – gatunek chrząszcza z rodziny kusakowatych i podrodziny rydzenic.
Gatunek ten opisał po raz pierwszy w 1996 roku Roberto Pace na łamach „Revue suisse de Zoologie”. Jako lokalizację typową wskazano kenijskie Kilifi Jilore.
Chrząszcz o wydłużonym w zarysie ciele długości 7,8 mm. Głowa jest matowa, rudobrązowo ubarwiona, niemal niewyraźnie punktowana, pokryta wyraźnym siateczkowaniem o regularnych oczkach. Czułki mają człony pierwszy i drugi rudożółte, pozostałe człony zaś rude. Rudożółte, matowe przedplecze ma niewyraźne punktowanie, wyraźne siateczkowanie z regularnymi oczkami, niezfalowane krawędzie boczne i pozbawione jest bruzdy środkowej. Szersze niż dłuższe, matowe pokrywy mają rudożółtą przednią połowę i rudobrązową połowę tylną. Ich powierzchnia ma niewyraźne punktowanie oraz wyraźne siateczkowanie z regularnymi oczkami. Kolor odnóży jest rudożółty. Odwłok jest błyszczący, rudożółty z rudobrązowym czwartym z wolnych urotergitów, pokryty mikrorzeźbą w formie siateczki o nieregularnych, wielokątnych oczkach.
Owad afrotropikalny, znany wyłącznie z Kenii